# Бордель (фильм, 1985)
«Бордель» — греческий фильм 1985 года режиссёра Никоса Кундуроса. В главной роли — Марина Влади.

## Сюжет
Остров Крит, 1897 год. Во время Критского восстания флоты союзников (Франции, Италии, России и Англии) прибывают на остров с миротворческой миссией. В это время Роза, бывшая проститутка из Марселя, с двенадцатью девушками высаживается в порту Ханья и открывает бордель в старинном особняке. В её борделе собираются многие разные личности: английские, русские, итальянские и французские офицеры, секретные агенты и дипломаты, купцы и спекулянты, революционеры и партизаны. Мозаика языков, костюмов и интриг между Востоком и Западом …

### Реальная историческая основа
Персонаж Розы Вонапарте — изображение прошлого персонажа романа «Грек Зорба» мадам Гортензии, которая, как указано в примечании к роману, имела прототипом Аделину Гутар (Adeline Gutar, 1863—1938)- французской модистки из Тулона, которая, приехав в Грецию, в городе Иерапетра держала отель под названием «Франция».

## В ролях
- Марина Влади — Роза Вонапарте
- Александра Пвлиду — Анита
- Элеонора Статопулу — Сара
- Василис Лагос — Василис
- Арис Рецос — Омир Стратакис
- Владимир Смирнов — Семёнов
- Фанис Хинас — капитан Мейсон
- Антигони Аманиту — Ибрагим Эзат

## Критика
Журнал «Variety» назвал фильм красочной, роскошной хроникой Крита на стыке столетий. В постановке фильма заметно влияние театрального прошлого режиссёра:

Кундурос начинал карьеру в театре, и влияние его сценического прошлого ощущается в фильме. … Сюжет богат, но роскошные костюмы и позерство актеров делают его более ценным как зрелищную летопись эпохи, чем как исследование персонажей или истории.
Оригинальный текст (англ.)Koundouros began his career in the theatre and strains of his stage background are detectable in Bordello. ... The plot is rich but the sumptuous costumes and the posturing of the actors make it more valuable as a spectacular chronicle of a period than as an exploration of characters or history
— историк кино Питер Коуви
Критикой отмечено, что фильм стал результатом разочарования режиссёра в возможности изменить природу людей и ход истории путём революции:

Если сюрреализм всегда скрывался на фоне его камерных работ в его других фильмах, то с фильмом «Борделло» (1985) Кундурос вошел в визуальную вселенную, пронизанную полным отсутствием правдоподобности или любого рода фотографического презентализма. «Борделло» — неклассифицируемый фильм, отчасти коллективный кошмар и отчасти личная фантазия; в конечном счете это фильм, исследующий феноменальность поверхностей, отсутствие желания, отсутствие воли к созданию. Самый важный аспект фильма — это отталкивающие темные, жидкие и мутные цвета, которые доминируют в кадре. Они выступают за смущенное состояние души и глубокое разочарование, которое настигло директора после неспособности Социалистической партии принести реальные изменения в страну после 1981 года. Это его диалогический ответ фильмам «Сатирикон» Федерико Феллини (1969) и «Сало, или 120 дней Содома» Пьера Пазолини (1975) — фильмы объединяет постановка в лабиринте причудливого борделя: кошмар истории и разрушение человеческого общения.
Оригинальный текст (англ.)If surrealism was always hiding in the background of his camerawork in his other films, with the film Bordello (1985) Koundouros entered a visual universe permeated by the complete absence of verisimilitude or of any kind of photographic presentationalism. Bordello is an unclassifiable film, partly collective nightmare and partly personal fantasy; ultimately it is a film exploring the phenomenality of surfaces, the absent desire, the lack of the will to create. The most important aspect of the …film is the alienating dark, fluid and muddled colours that dominate the frame. They stand for the confused state of mind and the deep disappointment that overtook the director after the failure of the Socialist Party to bring real change to the country after 1981.
This is his dialogic engagement with Federico Fellini’s Satyricon (1969) and Pasolini’s Salò, or 120 Days in Sodom (1975). Set in the labyrinth of a bizarre brothel, the film brings together. The nightmare of history and the destruction of human communication.
— Vrasidas Karalis - Realism in Greek Cinema: From the Post-War Period to the Present

Сюрреалистическая феерия «Борделло» Никоса Кундуроса исследует мир иррациональных порывов и подавленных желаний. В лабиринте истории нет искупления, кроме того, которое приходит через взрывное освобождение желаний — только через извращение и избыток можно понять человеческую историю и природу. В этом фильме, действие которого происходит во время Критской революции 1897 года, разгневанный романтик Кундурос сводит историю к элементарным истокам: желанию и смерти.
Оригинальный текст (англ.)The surrealist extravaganza Bordello by Nikos Koundouros explored a world of irrational impulses and repressed desires. In the labyrinth of history, there is no redemption except the one that comes through the explosive liberation of desires—only through perversion and excess can human history and nature be understood. This film, set during the Cretan Revolution of 1897, showed Koundouros as an angry romantic reducing history to its elemental beginnings: desire and death.
— Vrasidas Karalis — History of Greek Cinema